# Neundorf (Schleiz)
Neundorf é um município da Alemanha localizado no distrito de Saale-Orla, estado de Turíngia.
Pertence ao Verwaltungsgemeinschaft de Seenplatte.

## Demografia
Evolução da população (31 de dezembro):
| - 1994 – 347 - 1995 – 334 - 1996 – 336 - 1997 – 333 | - 1998 – 328 - 1999 – 327 - 2000 – 328 - 2001 – 327 | - 2002 – 327 - 2003 – 325 - 2004 – 321 - 2005 – 310 |

Fonte: Thüringer Landesamt für Statistik